# Thomas M. Anderson

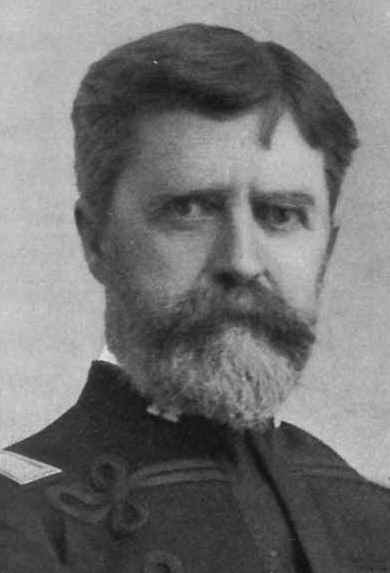
Thomas McArthur Anderson

Thomas McArthur Anderson (* 21. Januar 1836 in Chillicothe, Ohio; † 8. Mai 1917 in Portland, Oregon) war ein hochrangiger US-amerikanischer Offizier in der United States Army, der als Brigadegeneral sowohl am Spanisch-Amerikanischen Krieg, dem Sezessionskrieg als auch am Philippinisch-Amerikanischen Krieg beteiligt war.

## Private Biographie
Anderson wurde nahe Chillicothe im US-Bundesstaat Ohio geboren. Er besuchte zuerst das St Mary’s College in Maryland und danach die juristische Fakultät von Cincinnati. Nach seinem Abschluss wurde er am Gericht in Cincinnati zugelassen.
Er hatte einen Sohn, Thomas McArthur Anderson, Jr. und eine Tochter, Minnie Anderson.

## Militärischer Werdegang
Als der Amerikanische Bürgerkrieg ausbrach, meldete er sich – wie sein Cousin Nicholas Longworth Anderson – im April 1861 zu der Freiwilligenarmee. Unter dem Einfluss seines Onkels, Robert Anderson, der Kommandierende des berühmten Fort Sumter, erhielt er eine Berufung in die United States Army und nahm als zweiter Leutnant im Dienste der 5. US-Kavallerie am Kriegsgeschehen teil. Während des Krieges wurde er zweimal verwundet und errang den Rang eines Majors.
Er verblieb in der Armee auch nach Ende des Krieges und stieg in den Rang eines Colonels auf.
1898 wurde er in den temporären Rang eines Brigadegenerals berufen und ihm wurde das Kommando der ersten „Philippine Expeditionary Force“ (Philippinisches Expeditionskorps) während des Spanisch-Amerikanischen Krieges zugeteilt. Seine 2.000 Mann starke Truppe waren die ersten, die auf den Philippinen landeten. Als Generalmajor Wesley Merritt den Inselstaat erreichte, organisierte er die US-Streitkräfte und bildete das VIII Armeekorps. Anderson wurde auserwählt, die 2. Division des VIII Korps zu kommandieren und führte sie 1898 in die Schlacht von Manila gegen die spanischen Verteidigungstruppen.
Als der Spanisch-Amerikanische Krieg beendet war, blieb Anderson in Manila, wo er das Kommando der 1. Division des VIII Korps erhielt und mit seinen Leuten 1899 in der Schlacht von Manila gegen die philippinischen Truppen im Philippinisch-Amerikanischen Krieg kämpfen musste. Nach dem Sieg über die Filipinos um General Emilio Aguinaldo vor den Toren der Stadt führte er seine Division in die weniger bedeutenden Gefechte bei Santana, San Pedro and Guadalupe. Im März 1899 erhielt er offiziell und endgültig den Rang eines Brigadegenerals zugesprochen.
1900 ging er in den Ruhestand, lebte danach in Vancouver und starb 17 Jahre später in Portland im US-Bundesstaat Oregon. Er ist heute im Nationalfriedhof Arlington begraben.